# Phlebia argentina
Phlebia argentina är en svampart som först beskrevs av Speg., och fick sitt nu gällande namn av Rajchenb. & J.E. Wright 1987. Phlebia argentina ingår i släktet Phlebia och familjen Meruliaceae.   Inga underarter finns listade i Catalogue of Life.